# Božine
Božine (cyr. Божине) – wieś w Bośni i Hercegowinie, w Republice Serbskiej, w gminie Rogatica. W 2013 roku liczyła 43 mieszkańców.